# 칠레 급진당
칠레 급진당(스페인어: Partido Radical de Chile)은 칠레의 사회민주주의, 사회자유주의 정당으로 칠레 급진당과 칠레 사회민주당의 통합으로 창당되었다. 창당 당시 명칭은 사회민주급진당이었으며, 2018년 현재의 당명으로 교체했다.

## 같이 보기
- 칠레의 정당